# Union City
Union City je město ve Spojených státech amerických. Nachází se v okrese Alameda County ve státě Kalifornie. Ve městě žije přibližně 70 tisíc obyvatel a jeho rozloha činí 50,4 km². Město se rozkládá v San Francisco Bay Area 31 kilometrů jižně od Oaklandu, 48 kilometrů severně od San Francisca a 32 kilometrů severně od San José. Na severu město sousedí s Haywardem a na jihu s městy Fremont a Newark.